# 2097 Galle
2097 Galle è un asteroide della fascia principale. Scoperto nel 1953, presenta un'orbita caratterizzata da un semiasse maggiore pari a 3,1248469 UA e da un'eccentricità di 0,2615112, inclinata di 4,38235° rispetto all'eclittica.
L'asteroide è dedicato all'astronomo tedesco Johann Gottfried Galle.